# Darren Bundock
Darren Bundock (* 21. März 1971 in Gosford, New South Wales) ist ein australischer Segler und zweifacher Silbermedaillengewinner bei Olympischen Sommerspielen. Bundock ist Mitglied im Tuggerah Lakes Memorial Sailing Club (TLMSC) am Tuggerah Lake in Long Jetty, Wyong Shire, einer großen Lagune an der Zentralküste von New South Wales, rund 90 Kilometer nördlich von Sydney gelegen. Er wohnt in Berkeley Vale, einer Ortschaft im lokalen Verwaltungsgebiet Wyong Shire.

## Segelausbildung

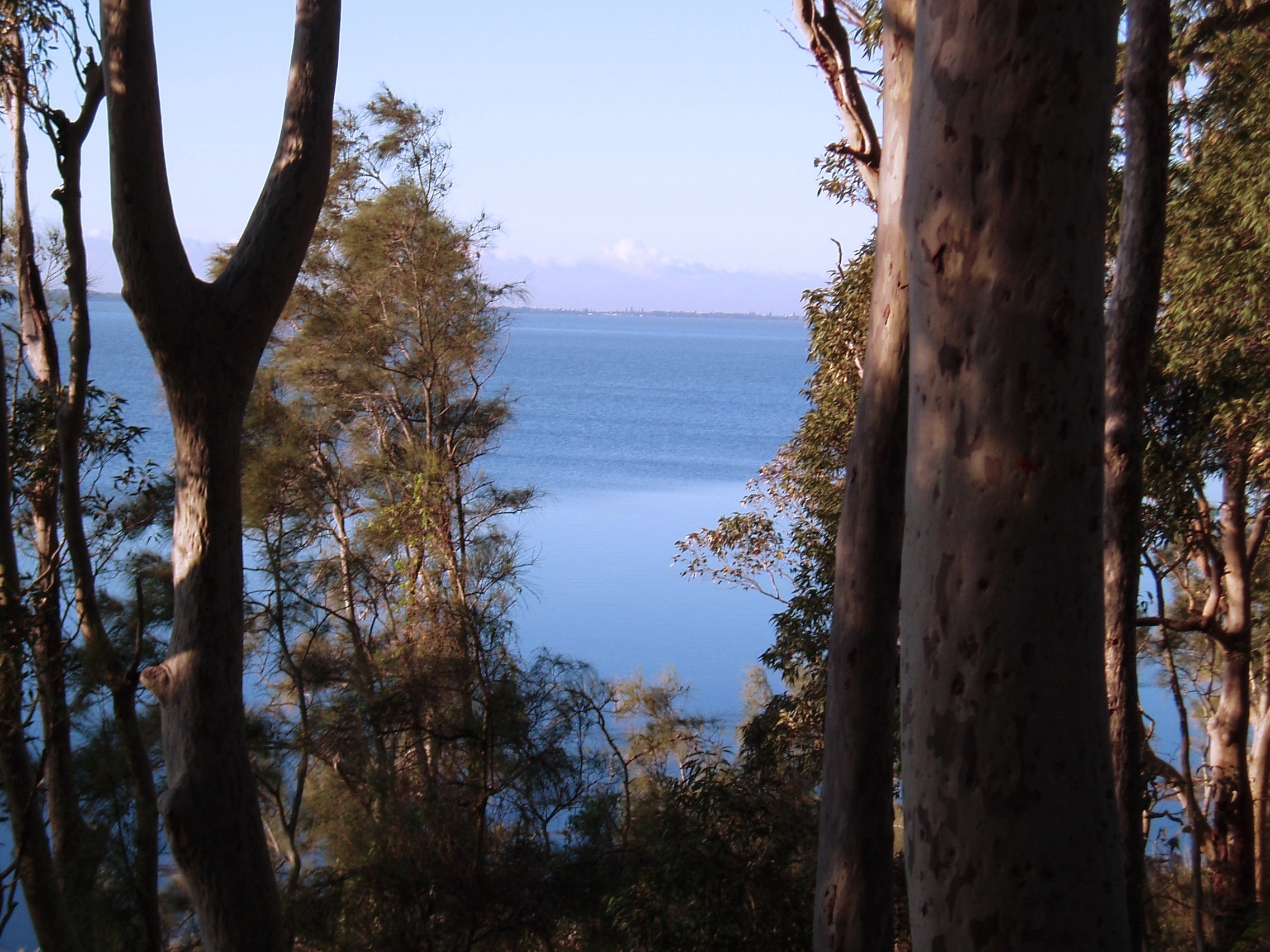
Tuggerah Lake, Heimatgewässer von Bundock

Bundock lernte das Segeln bei seinem Vater. 1980 siegte er im Alter von acht Jahren bei der „Inaugural Maricat 4.3 Sloop Rigged Championship“. In den nächsten sieben Jahren segelte er mit verschiedenen erfahrenen Skippern und vervollständigte seine Fertigkeiten. 1987 übernahm er das Steuer eines eigenen Katamarans und gewann im Alter von sechzehn Jahren die australischen Meisterschaften in der 14ft Maricat Klasse.

## Olympische Erfolge
Darren Bundock startete erstmals bei Olympischen Sommerspielen 2000 in Sydney und belegte im Olympic Sailing Shore in der Rushcutters Bay gemeinsam mit seinem Partner John Forbes hinter Roman Hagara und Hans-Peter Steinacher aus Österreich den zweiten Platz im Tornado (Zweihand-Katamaran). Bei den nächsten Spielen 2004 in Athen startete er erneut mit seinem Partner John Forbes im Tornado und kam auf den sechsten Platz. An den Olympischen Sommerspielen 2008 in Peking nahm Bundock mit einem neuen Partner, mit Glenn Ashby, teil. Obwohl Bundock bei diesen Spielen als Weltranglistenerster der Tornadoklasse an den Start ging, musste sich das Team der spanischen Crew geschlagen geben und gewann im Internationalen Segelzentrum Qingdao die Silbermedaille.

Bootsklasse Tornado

## Weitere Erfolge
Neben den olympischen Erfolgen stehen für Bundock sechs Gewinne der Segel-Weltmeisterschaften zu Buche. Zudem wurde er bei der größten Katamaran-Regatta der Welt, der Ronde om Texel, 2003 und 2007 Gesamtsieger.

## Sportliche Konkurrenz zu seiner Lebensgefährtin
Bundock ist eng befreundet mit der Tornado-Seglerin Carolijn Brouwer, 1998 Preisträgerin des ISAF Rolex World Sailor of the Year Award der International Sailing Federation (ISAF). Die gebürtige Holländerin startet in vielen Wettbewerben in direkter Konkurrenz zu Bundock. So beispielsweise bei den Olympischen Spielen 2008, an denen sie für Belgien teilnahm, sich aber nicht unter den ersten acht Teams platzieren konnte. Bei der Weltmeisterschaft 2007 in Portugal hingegen schlug Brouwer, die nach wie vor mit ihrem ehemaligen Freund Sébastien Godefroid auf den Kufen des Katamarans sitzt, ihren neuen Lebensgefährten Bundock und wurde Vizeweltmeisterin. „Ich mag es nicht, wenn sie mich schlägt. Aber ich mag es auch nicht, wenn mich sonst jemand besiegt“, sagte Bundock vor der Weltmeisterschaft in Portugal der Zeitung The Australian. „Ich möchte, dass sie hier wirklich gut abschneidet. Gold und Silber zu gewinnen wäre ein Traum. Solange wir es sind, die Gold gewinnen. Da draußen auf dem Wasser werden wir ihr keinen Millimeter schenken. Und sie uns auch nicht.“ Über die Konkurrenz des Seglerpaares berichtete die Zeitschrift Stern 2008 unter der Überschrift Beziehungswirrwarr im Tornado.
Als Präsidentin und Vizepräsident der internationalen Tornadoklassenvereinigung ITA bemühte sich das Seglerpaar gemeinsam um eine Aufhebung des Beschlusses des Weltseglerverbandes, den Tornado bei den Spielen 2012 in London aus dem Olympischen Segelprogramm zu streichen.